# Cladochaeta glapica
Cladochaeta glapica är en tvåvingeart som beskrevs av David Grimaldi och Nguyen 1999. Cladochaeta glapica ingår i släktet Cladochaeta och familjen daggflugor. Inga underarter finns listade i Catalogue of Life.